# Albert I av Monaco
Albert I av Monaco (franska: Albert Ier de Monaco), född 13 november 1848 i Paris i Frankrike, död 26 juni 1922 i Paris i Frankrike, var furste av Monaco från 1889 fram till sin död och ägnade stora delar av sitt liv åt oceanografi, upptäcktsfärder och vetenskap.

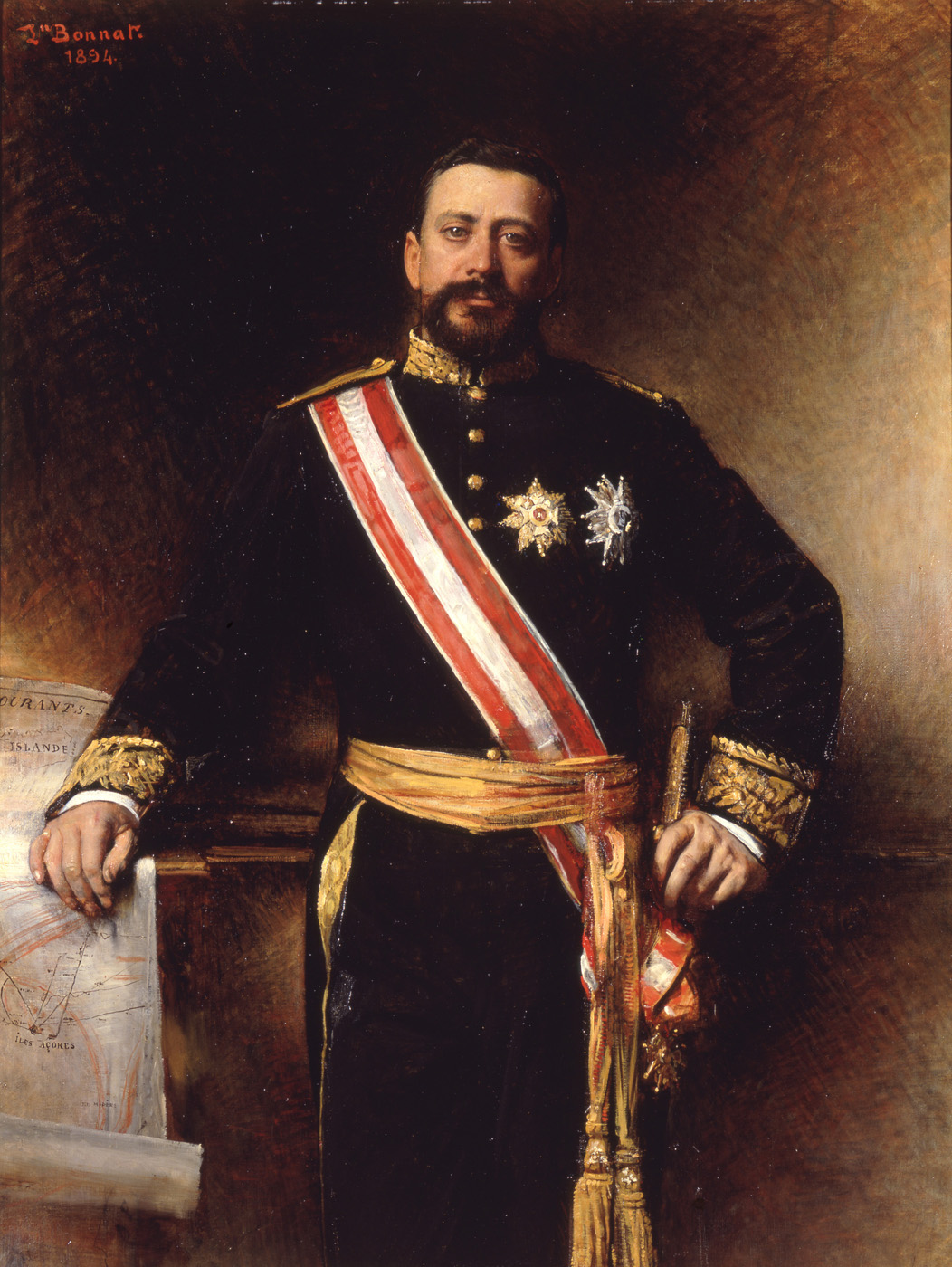
Porträttmålning av Léon Bonnat från 1894. Idag förvaras originalet i Furstepalatset.

Han var son till Karl III och gifte sig första gången 1869 med Mary Douglas-Hamilton, dotterdotter till Karl av Baden, som var bror med Fredrika av Sverige, och andra gången 1889 med Alice Heine. I första giftet blev han far till Ludvig II.